# إعاقة ذهنية
الإعاقة الذهنية وتعرف أيضًا بالاضطراب العقلي النمائي أو عجز التعلم العام، وكانت تعرف سابقًا بالتخلف العقلي، هي اضطراب في النمو العصبي يتميز بضعف الأداء الفكري والتكيفي. تعرف الإعاقة الذهنية عندما يقل معدل ذكاء عن 70 بالإضافة إلى عجز في سلوكين تكيفيين أو أكثر مما يؤثر على سلوكات الحياة اليومية والعامة.
تركز هذه الإعاقة على التعلم بشكل كامل تقريبا، يتضمن التعريف الآن عنصرا يتعلق بالأداء العقلي وآخر بمهارات الفرد الوظائفية في بيئته على حد سواء. ونتيجة لهذا التركيز على قدرات الأشخاص في الواقع فإن فردًا بمعدل ذكاء منخفض بشكل غير عادي قد لا يعتبر معاقًا ذهنيًا.
الإعاقة الذهنية تقسم إلى الإعاقة الذهنية المتلازمة، وفيها تكون صعوبات التعلم مقترنة بعلامات وأعراض أخرى طبية وسلوكية، والإعاقة الذهنية غير المتلازمة، وفيها تظهر الصعوبات دون أن يرافقها علامات أخرى غير طبيعية. من الأمثلة على الإعاقة الذهنية المتلازمة: متلازمة داون ومتلازمة الكروموسوم الجنسي X الهش.
تصيب الإعاقة الذهنية لأسباب غير معروفة 95 مليون شخص حسب ما سجل عام 2013. أي ما يشكل 2-3% من مجموع السكان. 75-90% من المصابين لديهم إعاقة من الدرجة الخفيفة. يجدر بالذكر أن الإعاقة من الدرجة الخفيفة غير معروفة الأسباب تشكل ما نسبته 30-50% من الحالات. أما ربع الحالات تقريبا فهي بسبب اختلال جيني.
المصطلحات المستخدمة لهذه الحالة خاضعة للتبديل المستمر للتخفيف من وقع التسميات. هذا يعني أنّه أيًّا كان المصطلح الّذي اختير لهذه الحالة فإنّه سيفهم مع الوقت على أنّه إهانة.تم ابتكار المصطلحات (تخلّف عقلي) و (متخلّف عقليًّا) في منتصف القرن العشرين لاستبدال مجموعة المصطلحات السابقة، التي اعتبرت جارحة. ومع نهاية القرن العشرين صار ينظر إلى هذين المصطلحين -على نطاق واسع- على أنّهما مذمّتان جارحتان يجب استبدالهما. أما اليوم فيفضل المصطلح (إعاقة ذهنية) من قبل معظم المحامين والباحثين في معظم البلدان الناطقة بالإنجليزية. وبالنسبة للعام 2015، فإن المصطلح (تخلف عقلي) لا زال يستخدم من قبل منظمة الصحة العالمية في المراجعة العاشرة للتصنيف الدولي للأمراض (ICD-10)، حيث تحتوي على قسم تحت اسم «تخلف عقلي» في الفئاتF70-F79. يتوقع استبدال «تخلف عقلي» في المراجعة القادمة ICD-11 ب«إعاقة ذهنية» أو «اضطراب عقلي نمائي»، كما هو معتمد حاليا لدى الدليل الخامس لتشخيص الاضطرابات النفسية DMS-5. لا يزال المصطلح (تخلف عقلي) يستخدم في الأوساط الطبية المتخصصة حول العالم، وكذلك في أوراق البحث العلمي والتأمين الصحي.

## العلامات والأعراض
جميع علامات وأعراض الإعاقة الذهنية سلوكية. معظم الأشخاص المصابين بالإعاقة الذهنية لا يبدون مصابين بشيء، خصوصا إذا كان سبب الإعاقة نابعا من البيئة المحيطة كسوء التغذية أو التسمم بالرصاص. أما ما يسمى بالمظهر النمطي المقترن بالمصابين بالإعاقة الذهنية فهو في الحقيقة موجود في الأقلية من الحالات، وهي جميعها من النوع المتلازم.
الأطفال المصابون بالإعاقة الذهنية قد يكونون قادرين على تعلم الجلوس، الزحف، والمشي متأخرين بذلك عن أقرانهم، أو ربما يتعلمون التحدث في وقت متأخر. أيضا، كلا الأطفال والبالغين المصابين بالإعاقة الذهنية قد يحملون بعض أو كل الأعراض التالية:
- تأخر تطور اللغة الشفوية
- عجز في مهارات التذكر
- صعوبة تعلم القواعد الاجتماعية
- صعوبات في مهارات حل المشكلات
- تأخر تطور السلوكات التكيفية كمهارات مساعدة الذات والعناية بالنفس
- نقص في المثبطات الاجتماعية

الأطفال المصابون بالإعاقة الذهنية يتعلمون بشكل أبطأ من الأطفال العاديين. وهم قد يأخذون وقتا أطول لتعلم اللغة، وتطوير المهارات الاجتماعية، والعناية بحاجاتهم الشخصية، كارتداء الملابس وتناول الطعام. قد يأخذ التعلم وقتا أطول، ويتطلب تكرارا أكثر، واكتساب مهارات لتناسب مستويات تعلمهم. ومع ذلك، المفترض أن كل طفل لديه القدرة على التعلم، والتطور، والمشاركة كعضو فاعل في المجتمع.
في مرحلة الطفولة المبكرة، قد لا تكون الإعاقة الذهنية الخفيفة (معدل ذكاء 50-69) واضحة، وقد لا تشخص إلى أن يبدأ الأطفال المدرسة. بل وحتى مع وجود ضعف في النتائج الأكاديمية، قد يحتاج الأمر إلى حكم الخبراء لتمييز الإعاقة الذهنية الخفيفة عن صعوبات التعلم أو الاضطرابات العاطفية/ السلوكية. الأشخاص المصابون بالإعاقة الذهنية قادرون على تعلم مهارات القراءة والحساب إلى مستوى الأطفال العاديين من عمر 9-12 سنة تقريبا. وهم يستطيعون تعلم العناية بأنفسهم والمهارات العملية كالطبخ أو استخدام نظام النقل العام المحلي. ما إن يصلوا سن الرشد، يستطيع الكثير من المصابين بالإعاقة الذهنية العيش مستقلين والثبات بوظيفة مدفوعة الأجر.
أما الإعاقة الذهنية المتوسطة (معدل ذكاء 35-49) فتكون ظاهرة دائما تقريبا في السنوات الأولى من العمر، وتأخر النطق تحديدا هو علامة شائعة ترافق هذا النوع. يحتاج الأشخاص المصابون من الدرجة المتوسطة دعما كبيرا في المدرسة والمنزل والمجتمع حتى يستطيعوا المشاركة بشكل كامل في المجتمع. وبينما تكون قدراتهم الأكاديمية محدودة، فإنهم قادرون على تعلم مهارات صحية وأمنية بسيطة، وعلى المشاركة في أنشطة بسيطة. كبالغين، قد يعيشون مع والديهم، أو في منازل مجموعات الرعاية، أو حتى يعيشون نصف مستقلين بوجود خدمات دعم ملحوظة لمساعدتهم على إدارة شؤونهم المالية على سبيل المثال. كبالغين، قد يعملون في ورشات عمل محمية.
أما الأشخاص من ذوي الإعاقة الذهنية الشديدة أو العميقة فيحتاجون دعما ومراقبة مكثفين طوال حياتهم. قد يستطيعون تعلم بعض ممارسات الحياة اليومية. وبعضهم يحتاج مرافقا ليرعاه بدوام كامل.

## المسببات

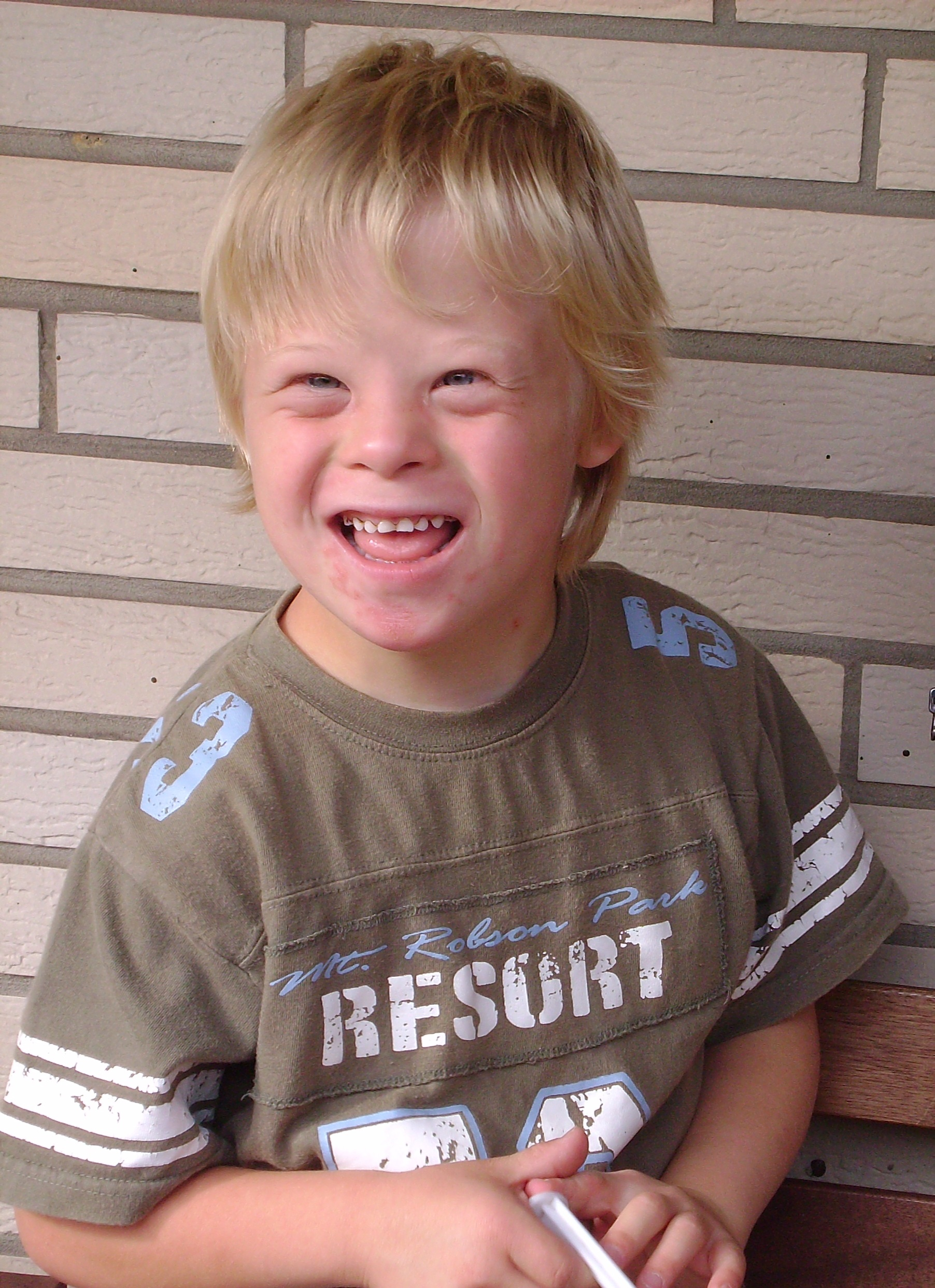
متلازمة داون تعتبر أحد الأسباب الجينية الشائعة للإعاقة الذهنية

بين الأطفال، ثلث إلى نصف الحالات غير معروف الأسباب. أما الأسباب الثلاثة الأكثر شيوعا في المصابين منذ الولادة هي متلازمة داون، ومتلازمة دي جورج، ومتلازمة الجنين الكحولي. مع ذلك، فقد وجد الأطباء أسبابا أخرى متعددة، أكثرها شيوعا:
- الأمراض الوراثية. في بعض الأحيان يكون سبب الإعاقة هو جينات غير طبيعية موروثة من الآباء، أو أخطاء عند اندماج الجينات، أو أسبابا أخرى. الأمراض الوراثية الأكثر انتشارا تتضمن متلازمة داون، متلازمة كلينفلتر، متلازمة الكروموسوم X الهش (شائعة بين الذكور)، الورام الليفي العصبي، قصور الغدة الدرقية الخلقي، متلازمة ويليامز، بيلة الفينيل كيتون، ومتلازمة برادر ويلي. هناك أمراض أخرى أقل شيوعا منها: متلازمة الحذف (22q13del)، متلازمة موات ويلسون، التلف الهدبي الجيني،[7] الإعاقة الذهنية المرتبطة بجين (X (300560 حسب قاعدة بيانات أمراض الوراثة المندلية البشرية عبر الإنترنت.[12][13] OMIMفي حالات نادرة، قد تسبب طفرات في الكروموسوم X أو Y في الإصابة. عدد قليل من الإناث حول العالم أصيب بمتلازمة 49، خماسية X أو 48، رباعية X، أما الذكور فقد يصابون بمتلازمة 47,XYY، أو 49, XXXXY، أو 49, XYYYY.
- المشاكل أثناء الحمل. قد تنتج الإعاقة الذهنية إذا لم يتطور الجنين بالشكل الصحيح. على سبيل المثال، قد تكون هناك مشاكل في طريقة انقسام خلايا الجنين أثناء نموه. أيضا، إذا كانت الأم تشرب الكحول أو انتقلت إليها عدوى الحصبة الألمانية أثناء الحمل، فإن هذا قد ينتج عنه إصابة الطفل بالإعاقة الذهنية.
- المشاكل أثناء الولادة. إذا عانى الطفل من مشاكل أثناء الولادة، كعدم الحصول على أكسجين كافٍ، فإنه قد يصاب بإعاقة نمائية بسبب التلف الحاصل في الدماغ.
- التعرض إلى أنواع معينة من الأمراض أو السموم. قد تتسبب أمراض كالسعال الديكي، الحصبة، والتهاب السحايا بالإعاقة الذهنية إذا لم تقدم الرعاية الطبية بالوقت المناسب أو الطريقة الملائمة. كذلك قد يؤثر التعرض لمواد سامة كالرصاص والزئبق على القدرات العقلية.
- يعتبر نقص اليود سببا رئيسا قابلا للتفادي للإعاقة الذهنية في مناطق واسعة في الدول النامية حيث يعتبر نقص اليود مزمنا، وهو يصيب ما يقارب بليوني شخص حول العالم. كذلك قد يسبب نقص اليود مرض الدُّراق الذي هو تضخم في الغدة الزعترية. أما الأكثر شيوعا من الفدامة (نقص التطور بسبب درقي، كما تسمى الإعاقة الذهنية الناتجة عن نقص اليود الحاد)، فهو ضعف الذكاء من الدرجة الخفيفة. تتأثر مناطق محددة في العالم بنقص اليود بشدة نظرا لنقصه الطبيعي وإهمال الحكومات. تقف الهند على رأس القائمة، حيث يعاني 500 مليون هندي من نقص اليود، و54 مليون من الدراق، ومليونين من الفدامة. على الجانب الآخر، من بين الدول التي تعاني من نقص اليود، قامت الصين وكازاخستان بإنشاء برامج لمعالجة نقص اليود، وهذا بالمقابل، حتى عام 2006، ما لم تقم به روسيا.[14]
- يتسبب سوء التغذية بانخفاض مستوى الذكاء في الأجزاء المصابة بالمجاعة حول العالم كإثيوبيا.[15]
- غياب الحزمة المنحنية.[16]

## التشخيص
بالاستناد إلى الدليل الخامس لتشخيص الاضطرابات النفسية DMS-5، يجب توفر ثلاثة شروط لتشخيص الحالة على أنها إعاقة ذهنية: عجز في القدرات العقلية العامة، قيود ملحوظة تحد من مجال أو أكثر من مجالات السلوك التكيفي في بيئات متعددة (يتم قياسها من خلال مقياس للسلوكات التكيفة، مثلا: مهارات التواصل، مهارات مساعدة الذات، المهارات الشخصية، وغيرها)، بالإضافة إلى دليل على ظهور القيود في الطفولة أو المراهقة. وبشكل عام، يملك المصابون بالإعاقة الذهنية معدلات ذكاء أقل من 70، لكن الأشخاص الذين يتمتعون بمعدل ذكاء أعلى بعض الشيء من 70 ولكن يعانون من إعاقة شديدة في التكيف قد يحتاجون إلى تقييم سريري.
يتم تشخيص الإعاقة الذهنية رسميا بالاستعانة بمعدل الذكاء والسلوكات التكيفية. ويستخدم شرط ثالث يتطلب معرفة المنشأ منذ الطفولة لتمييز الإعاقة الناتجة من أمراض العته كالزهايمر أو تلك الناتجة عن إصابات الدماغ.

### اختبارات الذكاء
تم اقتباس أول اختبار ذكاء بالإنجليزية، مقياس ستانفورد بينيت للذكاء، من مجموعة اختبارات مخصصة لاختيار المدارس تعود لألفرد بينيت من فرنسا. أخذ لويس تيرمان اختبار بينيت وقدمه على أنه اختبار لقياس «الذكاء العام». كان اختبار تيرمان هو الاختبار العقلي واسع الانتشار الأول الذي يقدم النتائج على شكل «معدل الذكاء» من خلال قسمة العمر العقلي على العمر الجسدي وضرب الناتج ب100. أما الاختبارات الحالية فتقدم النتائج على شكل «انحراف معدل الذكاء»، إذا كان مستوى أداء المتقدم للفحص أقل بانحرافين معياريين عن متوسط نتائج أقران المتقدم يحصل المتقدم على معدل ذكاء يساوي 70. حتى أحدث مراجعة من معايير التشخيص، يعتبر معدل الذكاء الذي يقل عن أو يساوي 70 عاملا رئيسا في تشخيص الإعاقة الذهنية، كما يتم استخدام معدلات الذكاء لتصنيف درجات الإعاقة الذهنية.
بما أن تشخيص الإعاقة العقلية لا يعتمد فقط على معدل الذكاء، بل يجب أن يأخذ بالحسبان سير العملية التكيفية لدى الشخص، فإن التشخيص يعد بحيث يتمتع بالمرونة. يشمل التشخيص نتائج الاختبارات الذهنية، نتائج اختبارات التكيف التي يتم تحصيلها من مقياس لتقييم السلوك التكيفي والذي يعتمد على وصف للقدرات التي يمتلكها الفرد وهو ما يعرفه الفاحص من شخص يعرف الفرد الذي يتم تشخيصه، بالإضافة إلى المشاهدات التي يرصدها الفاحص القادر على الحصول على ما يستطيع الشخص فهمه، والتواصل معه، وما شابه ذلك من المهارات، من الشخص مباشرة. تقييم الذكاء يجب يكون مبنيا على اختبار قائم، وهذا ما يجنب التشخيص الوقوع في شرك تأثير فلينْ، الذي هو نتيجة لتغير أداء السكان في اختبارات الذكاء مما أدى إلى تغير معايير اختبارات الذكاء عبر الزمن.

### التمييز عن الإعاقات الأخرى
سريريا، الإعاقة الذهنية هي فرع من العجز الإدراكي أو الإعاقات المؤثرة على القدرات الذهنية، وهذا مصطلح واسع يضم إعاقات أخرى إما خفيفة جدا لدرجة أنه يصعب اعتبارها إعاقات ذهنية، أو خاصة جدا (كإعاقة التعلم الخاصة)، أو إعاقات تم اكتسابها لاحقا مع العمر من خلال إصابات الدماغ أو أمراض الاضمحلال العصبي كأمراض الشيخوخة. قد يظهر العجز الإدراكي في أي عمر. أما الإعاقة النمائية هي أية إعاقة ناتجة عن حدوث مشاكل في النمو والتطور. يشمل هذا المصطلح أمراضا خَلقية عديدة لا تضم مكونات تتعلق بالمشاكل العقلية أو الذهنية، وبالرغم من ذلك فإنه قد يتم استخدام هذا المصطلح للتخفيف من وقع مصطلح الإعاقة الذهنية.

### قيود السلوك التكيفي في أكثر من مجال
يعود السلوك التكيفي، أو الأداء التكيفي، إلى المهارات اللازمة للعيش باستقلالية (أو في أدنى مستوى مقبول لعمر معين). لتقييم السلوك التكيفي، يقارن المختصون قدرات الطفل الوظيفية مع تلك الخاصة بأقرانه. ولقياس السلوك التكيفي، يستخدم المختصون مقابلات منظمة يستخلصون منها معلومات حول أداء الشخص في المجتمع من خلال أشخاص يعرفونه جيدا. يوجد العديد من مقاييس السلوك التكيفي، والتقييم الدقيق لفاعلية السلوك التكيفي للشخص يتطلب حكما سريريا أيضا. هناك مهارات محددة متعلقة بالسلوك التكيفي تؤخذ بعين الاعتبار، منها:
- مهارات الحياة اليومية، كارتداء الملابس، استخدام الحمام، تغذية الإنسان نفسه.
- مهارات الاتصال، كفهم ما يقال والقدرة على الرد
- المهارات الاجتماعية مع الأقران، أفراد العائلة، الأزواج، الراشدين، والآخرين.

## الإدارة
حسب معظم التعريفات، تصنيف الإعاقة الذهنية على أنها إعاقة أكثر دقة منه على أنها مرض. يمكن تمييز الإعاقة الذهنية بطرق كثيرة عن الأمراض العقلية، كالفصام والاكتئاب. حاليا، ليس هناك «علاج» للإعاقة الموجودة فعلا، لكن معظم الأفراد يستطيعون تعلم القيام بأشياء كثيرة إذا ما تلقوا الدعم والتعليم المناسبين.
هنالك آلاف الوكالات التي تقدم المساعدة للمصابين بالإعاقات النمتئية حول العالم. تتضمن الوكالات الربحية وغير الربحية التي تدار بخصوصية من قبل الحكومات. وفي داخل الوكالة عدد من الأقسام التي تضم منازل رعاية يرعاها طواقم مؤهلة من الموظفين، برامج إعادة تأهيل نهارية تشبه في عملها المدارس، ورشات عمل يستطيع المصابون أن يحصلوا فيها على وظائف خاصة بهم، وبرامج أخرى لمساعدة مصابي الإعاقات النمائية في الحصول على وظائف في المجتمع، بالإضافة إلى البرامج التي تدعم المصابين الذين يمتلكون مساكن خاصة بهم، والبرامج التي تقدم العون للمصابين في تربية أبنائهم، وغيرها الكثير. على الجانب الآخر، هناك أيضا وكالات وبرامج مخصصة لأهالي الأطفال المصابين بالإعاقات النمائية.
هناك برامج أخرى خاصة يستطيع المصابون بالإعاقات النمائية الالتحاق بها ليتمكنوا من تعلم مهارات الحياة الأساسية. قد تتطلب هذه «الأهداف» وقتا أكثر بكثير لتحقيقها، لكن الهدف الأسمى هو الاستقلالية، وهي قد تكون أي شيء من الاستقلالية في تنظيف الأسنان إلى الاستقلالية في العيش. يتعلم الأشخاص المصابون بالإعاقات النمائية طوال حياتهم ويستطيعون اكتساب مهارات جديدة حتى في وقت متأخر من حياتهم بمساعدة عائلاتهم، مرافقيهم، أطبائهم، ومن ينظم جهود كل هؤلاء الأشخاص.
هناك أربعة مجالات رئيسة تتيح المساهمة الفاعلة من قبل المرافقين، أفراد المجتمع، الأطباء، وبالطبع، المصابين بالإعاقة الذهنية أنفسهم. تضم المجالات العلاج النفسي الاجتماعي، العلاج السلوكي، العلاج الإدراكي السلوكي، والإستراتيجيات الموجهة من قبل العائلة. بشكل أساسي، تستهدف العلاجات السلوكية النفسية الأطفال قبل دخول المدرسة باعتبار هذا العمر الوقت الأمثل للعلاج. وعلى هذا العلاج المبكر أن يتضمن تشجيع الاستكشاف لدى الطفل، توجيهه في المهارات الأساسية، الاحتفاء بالتقدم النمائي الذي يحرزه، التدرب الجماعي الموجه والتوسع في المهارات التي يكتسبها حديثا، حمايته من أضرار تعرضه للنقد، السخرية، العقوبات، أو تعريضه لبيئة غنية بلغة سريعة الاستجابة. أكبر مثال على العلاج الناجح هو مشروع كارولينا الهجائي الذي تم بالتعاون مع أكثر من 100 طفل ينتمون لعائلات متدنية الدخل من فترة الرضاعة وخلال سنوات ما قبل المدرسة. عند وصولهم لعمر سنتين، أظهرت النتائج أن الأطفال الذين تم بدء العلاج معهم أحرزوا نتائج أفضل من الأطفال في المجموعة الخاضعة للمراقبة فقط، وبقوا أعلى بخمس نقاط تقريبا لمدة عشر سنوات بعد إتمام البرنامج. في مرحلة الشباب، استطاع هؤلاء الأطفال الحصول على تعليم أفضل، وفرص عمل أفضل، والمشاكل السلوكية عندهم كانت أقل من الأطفال في مجموعات المراقبة.
العناصر الأساسية للعلاج السلوكي تتضمن اللغة وتعلم المهارات الاجتماعية. بشكل عام، يقدم التدريب واحد لواحد، وفيه يقوم المعالج باتباع أسلوب الأشكال المدعوم بالتشجيع الإيجابي لمساعدة الطفل على لفظ المقاطع حتى تتشكل الكلمات كليا. يهدف المعالج من إضافة الصور والمؤثرات البصرية أحيانا غلى تطوير سعة الكلام لدى الطفل ليصبح قادرا على إيصال الجمل القصيرة المتعلقة بالمهام اليومية (كاستخدام الحمام، تناول الطعام، إلخ) بكفاءة. وبأسلوب مشابه يتمكن الأطفال الأكبر سنا من الاستفادة من هذا النوع من التدريب أثناء تعلمهم لصقل مهاراتهم الاجتماعية كالمشاركة وتبادل الأدوار واتباع التعليمات والابتسام. في الوقت ذاته، تسعى حركة تسمى الاندماج الاجتماعي لزيادة التفاعل القيم بين الأطفال المصابين بالإعاقة الذهنية وأقرانهم غير المعاقين.
العلاج الإدراكي السلوكي، الذي هو مزيج بين النوعين السابقين، يتضمن تقنية تعلم إستراتيجية-فوق إستراتيجية تعلم الأطفال الرياضيات، واللغة ومهارات أساسية أخرى متعلقة بالذاكرة والتعلم. الهدف الأساسي من هذا التمرين هو تعليم الطفل كيف يكون مفكرا إستراتيجيا من خلال صنع روابط وخطط إدراكية. ثم يقوم المعالج بتعليمه كيف يكون فوق-إستراتيجيا من خلال تعليمه كيف يميز بين المهام المختلفة وأن يقرر أي خطة أو إستراتيجية تناسب المهمة بشكل أفضل. أخيرا، تسعى الإستراتيجيات الموجهة للعائلة لتزويد العائلة بمجموعة المهارات اللازمة لدعم وتشجيع طفلهم المصاب بالإعاقة الذهنية. وبشكل عام فإن هذا يضم تعليمهم مهارات الثقة بالنفس أو تقنيات إدارة السلوك، بالإضافة لكيفية طلب المساعدة من الجيران، العائلة الممتدة، أو طاقم الرعاية النهارية. وبتقدم الطفل في العمر، يتعلم الآباء كيف يتطرقون لمواضيع كالرعاية السكنية، الوظيفة، والعلاقات. يبقى الهدف الأسمى لكل علاج أو تقنية هو إعطاء الطفل الحكم الذاتي وحس الاستقلالية باستخدام المهارات التي اكتسبها.
على الرغم من عدم وجود دواء محدد للإعاقة الذهنية، إلا أن العديد من المصابين بالإعاقات النمائية يعانون من مشاكل صحية أخرى وقد يتطلب الأمر أن يصرف لهم عدد من الأدوية. على سبيل المثال، الأطفال المتوحدون الذين يعانون من تأخر النمو قد يوصف لهم مضادات الذهان أو محسنات المزاج للسيطرة على سلوكاتهم. إلا أن استخدام المصابين بالإعاقة الذهنية لأدوية عقلية يحتاج مراقبة وحذرا إذ إن الآثار الجانبية شائعة الحدوث وكثيرا ما يساء تشخيصها على أنها مشاكل سلوكية ونفسية.

## علم الأوبئة
تصيب الإعاقة الذهنية 2-3% من مجموع السكان تقريبا. نحو 75-90% من المصابين هم من الدرجة الخفيفة. وتشكل الإعاقة غير المتلازمة أو ال* 30-50% من الحالات. أما ربع الحالات تقريبا فهو بسبب اختلال جيني. اعتبارا من عام 2013 , هنالك حوالي 95 مليون شخص لأسباب غير معروفة.

## تاريخ المرض
تم توثيق جميع أنواع الإعاقات الذهنية تحت مسميات متنوعة عبر التاريخ. ولفترات طويلة من التاريخ البشري كان المجتمع قاسيا مع هؤلاء المصابين بأي نوع من الإعاقة، وكان يسود النظر للأشخاص المصابين بالإعاقة الذهنية على أنهم عبء على عائلاتهم.
فلاسفة الرومان واليونان، الذين رفعوا قيمة قدرات التفكير، انتقصوا المصابين بالإعاقة الذهنية واعتبروهم بالكاد بشرا أقدم رؤية فلسفية للإعاقة الذهنية مدونة في كتابات أبقراط* في أواخر القرن الخامس قبل الميلاد، إذ آمن بأن سبب الإعاقة الذهنية هو عدم توازن أمزجة الدماغ الأربعة.
حتى عصر التنوير في أوروبا، كانت الرعاية تقدم من العائلات والكنيسة (في الأديرة والأماكن الدينية الأخرى)، مع التركيز على تقديم الحاجات الجسمية الأساسية كالغذاء والمأوى والملبس. كانت النماذج السلبية في التعامل معهم بارزة في المواقف الاجتماعية آنذاك.
وفي القرن الثالث عشر، قررت رسميا إنجلترا أن الأشخاص المصابين بالإعاقة الذهنية غير مؤهلين لاتخاذ القرارات أو إدارة شؤونهم. تم اختراع الوصاية للاستيلاء على أموالهم.
وفي القرن السابع عشر قدم توماس ويليز أول توصيف للإعاقة الذهنية على أنها مرض. إذ آمن أن سببها كان مشاكل تركيبية في الدماغ. وفقا لويليز، فإن المشاكل التشريحية قد تكون مرضا خلقيا أو تم اكتسابها في وقت لاحق من الحياة.
في القرنين الثامن عشر والتاسع عشر، انتقلت الرعاية من العائلات إلى نموذج المصحات. حيث يتم إحضار الأشخاص (غالبا وهم رضع)، ويوضعون في منشآت كبيرة متخصصة، كان الكثير منها مكتفيا ذاتيا في توليد القاطنين. بعض هذه المنشآت قدم مستوى بدائيا جدا من التعليم (كالتفريق بين الألوان وتمييز الكلمات الأساسية والأعداد)، لكن الأغلب استمر في التركيز على تقديم الحاجات الأساسية من الغذاء والملبس والمأوى. تنوعت الظروف بين المنشآت بشكل كبير، لكن بشكل عام، كان الدعم المقدم غير فردي، مع اعتبار سلوكاتهم غير المألوفة وقلة الإنتاجية الاقتصادية عبئا على المجتمع.
كان الأشخاص الأكثر ثراء قادرين على الحصول على مستوى أعلى من الرعاية كالرعاية المنزلية أو المصحات الخاصة. وكانت الخدمات تقدم بناء على اليسر النسبي للمزود وليس على احتياجات الأفراد. في عام 1891، تم إجراء إحصائية في كيب تاون، جنوب أفريقيا، أظهرت توزيع المصابين في المرافق المختلفة. من بين 2046 شخص : 1281 شخصا في مساكن خاصة، 120 في السجون، و645 في المصحات العقلية، ويمثل الرجال ثلثي الأشخاص الذين تم إحصاؤهم. في حالات ندرة أماكن الإقامة، كان الرجال البيض يقدمون ويعطون الأفضلية على السود (الذين اعتبر جنونهم خطرا على المجتمع الأبيض في إخلالهم بعلاقات العمل والاتصال الجنسي المحرم مع النساء البيض).
في أواخر القرن التاسع عشر، وكرد فعل على كتاب تشارلز داروين أصل الأنواع، قدم فرانسيس غالتون اقتراحا لتقليل الإعاقة الذهنية من خلال التزاوج الانتقائي. وفي بدايات القرن العشرين شاعت حركة تحسين النسل حول العالم، مما أدى إلى التعقيم وحظر الزواج في معظم دول العالم المتقدم واستخدمت لاحقا من قبل أدولف هتلر كمبرر للإبادة الجماعية للمعاقين ذهنيا في المحرقة. تم حظر تحسين النسل لاحقا باعتباره انتهاكا صريحا لحقوق الإنسان، وكذلك توقفت ممارسة التعقيم القسري وحظر الزواج في معظم الدول المتقدمة مع حلول منتصف القرن العشرين.
في عام 1905، أنتجت ألفريد بينيه أول اختبار موحد لقياس الذكاء في الأطفال.
على الرغم من أن الدستور الروماني القديم اعتبر المصابين بالإعاقة الذهنية غير قادرين على إضمار نية الأذى التي تعتبر ضرورية ليرتكب الإنسان جريمة، إلا أن المجتمع الغربي في عشرينات القرن العشرين آمن بكون تصرفاتهم غير مقبولة أخلاقيا.
متجاهلا السلوك السائد، تبنى نادي كيفيتانز Civitans خدمة المصابين بالإعاقات النمائية عام 1952. تضمنت جهودهم الأولى عمل ورشات لمدرسي التعليم الخاص ومخيمات يومية للأطفال المصابين بالإعاقات، كل ذلك تم في وقت لم يكن هناك تدريب أو برامج من هذا النوع. لم يناقش فصل المعاقين ذهنيا بشكل واسع من قبل الأكاديميين أو صناع القرار حتى نشر كتاب وولف وولفنسبيرغر «أصل وطبيعة نماذجنا المؤسسية» عام 1969، المبني على بعض أفكار
صامويل غريدالي هاو قبل ذلك ب100 عام. افترض هذا الكتاب أن المجتمع يميز المصابين بالإعاقات على أنهم حالات شاذة غير مقبولة، دون-إنسانية ويشكلون عبئا على العمل الخيري، مما ينتج عنه من تبَنٍّ لدورهم «غير المقبول» ذاك. قال وولفنسبرغر أن نزع الإنسانية هذا، والمؤسسات المنفصلة الناتجة عنه، تجاهلوا إمكانيات المساهمة الفاعلة التي يستطيع الجميع تقديمها للمجتمع. وقدم ما يشبه دفعة للسياسات والتطبيقات التي ميزت الحاجات الأساسية الإنسانية لأولئك المصابين بالإعاقة الذهنية وقدمت نفس حقوق الإنسان الأساسية لبقية الناس.
قد يعتبر هذا الكتاب على أنه الخطوة الأولى نحو تبني النموذج الاجتماعي للإعاقة بالنسبة لهذا النوع من الإعاقة، وكان كذلك الدافع لتطوير الإستراتيجيات الحكومية والتراجع عن عزل المعاقين. ساهمت الدعاوى القضائية الناجحة ضد الحكومات وزيادة الوعي بحقوق الإنسان والدفاع الذاتي في المحاكم، كل ذلك ساهم في التطور الذي حصل، مما أدى إلى إصدار قانون الحقوق المدنية للأشخاص المحتجزين عام 1980 في الولايات المتحدة.
منذ عام 1960 حتى الوقت الحاضر، توجهت معظم الولايات نحو الاستغناء عن المؤسسات التي تفصل المعاقين عن غيرهم. إلى جانب جهود وولفنسبرغر وآخرين كغانر وروسماري ديبواد، تكشف عدد من الفضائح حول الظروف المريعة في المؤسسات مما خلق غضبا شعبيا أدى إلى الانتقال إلى أسلوب يعتمد على المجتمع بشكل أكبر لتقديم الخدمات مقارنة بالمؤسسات.
مع حلول سبعينات القرن العشرين كانت معظم الحكومات قد استغنت عن المؤسسات وبدأت بالتحضير لدمج الناس بالمجتمع، بالترافق مع مبادئ كالتطبيع. في معظم البلدان، تم إنجاز هذا في أواخر تسعينات القرن العشرين، بالرغم من أن النقاش حول إغلاق المؤسسات أو عدمه لا زال قائما في بعض الولايات، من ضمنها ماساتشوسيتس.
في الماضي، كان التسمم بالرصاص والأمراض المعدية أسبابا معروفة للإعاقة الذهنية. بعض المسببات آخذة بالانخفاض مع زيادة التقدم الطبي في مجالات كالمطاعيم. أما بعض المسببات فإن نسبتها بين الحالات في ازدياد، ربما يعود هذا إلى ارتفاع عمر الأمومة، المرتبط مع العديد من أنواع الإعاقة الذهنية المتلازمة.
إلى جانب التغيرات في المصطلحات المستخدمة، وانخفاض قبول المصطلحات القديمة، قامت المؤسسات بتغيير أسمائها مرارا. وهذا يؤثر على أسماء المدارس، المستشفيات، الجمعيات، الأقسام الحكومية، والمجلات الأكاديمية. على سبيل المثال، تغير اسم معهد ميدلاند للتخلف العقلي ليصبح المعهد البريطاني للإعاقة العقلية، أما الآن فهو المعهد البريطاني لصعوبات التعلم. هذه الظاهرة مشتركة بين الصحة العقلية والإعاقات الحركية، وبدرجة أقل مع الإعاقات الحسية.

### الاصطلاح
خضعت المصطلحات الدالة على الإعاقة العقلية للتعديل المستمر لتخفيف وطأة الاسم المستخدم للإشارة لمثل هذا الحالات. المصطلحات التقليدية العديدة السابقة للطب النفسي تعتبر نماذج للإساءة في الاستخدام الشائع لها اليوم، وهي موجودة في المستندات القديمة كالكتب، الأوراق الأكاديمية، والإحصائيات (على سبيل المثال: الإحصائية البريطانية لعام 1901 تحتوي على المصطلحات أبله وضعيف العقل.
تعكس الإيحاءات السلبية المرتبطة بهذه المصطلحات سلوك المجتمع تجاه المرض. بعض الأفراد يسعون لاستخدام مصطلحات طبية بحتة، بينما يسعى آخرون لاستخدامها كإساءة.
أما اليوم، فتستخدم مصطلحات جديدة كحالات خاصة أو تحدي الإعاقة عوضا عن التخلف. بل يشيع استخدام المربين والوالدين لمصطلح تأخر النمو عوضا عن الإعاقة الذهنية لوصف حالات الأبناء، إذ إن التأخر يعني أن الشخص يتقدم ببطء نحو استغلال كامل إمكانياته عوضا عن كونه معاقا.
تغيرت التسميات مع الوقت بل واختلفت من بلد لآخر. على سبيل المثال، يشمل مصطلح تخلف عقلي في بعض السياقات كل الحالات لكنه كان ينطبق على الدرجة الخفيفة من التخلف العقلي فحسب. ومصطلح ضعيف العقل كان يعني تخلفا عقليا خفيفا في المملكة المتحدة لكنه عنى جميع الحالات في الولايات المتحدة. لا يوجد تعريف حالي للمصطلح "Borderline intellectual functioning"، لكن قد يكون المقصود به هم الأشخاص ذوو معدلات ذكاء بين 70 و80. في الولايات المتحدة، كان ينظر للأشخاص بمعدلات ذكاء بين 70 و85 بخصوصية في نظام التعليم الحكومي مبررين ذلك بإعاقتهم الذهنية.
- معتل العقل. هو أقدم مصطلح، ويعود لكلمة تعني مسيحي-إنساني في اللهجات الفرنسية القديمة.[36] كان الرابط هو أن الأشخاص المصابين بإعاقات ذهنية أو نمائية بارزة كانوا «لا يزالون بشرا» («لا يزالون مسيحيين»)، ويستحقون أن يعاملوا باعتبار لكرامة الإنسان الأساسية. وكان المصاب يعتبر غير قابل لارتكاب الآثام، وبالتالي «شبيه المسيح» في ميوله ورغباته. لم يعد هذا المصطلح يستخدم في السياقات العلمية منذ منتصف القرن العشرين ويعتبر بشكل عام كلمة مسيئة. وبالرغم من أن مصطلح معتل العقل لم يعد متداولا إلا أن اعتلال العقل لا زال يستخدم للإشارة إلى الإعاقة الجسدية والعقلية الناتجة عن حالات قصور الغدة الدرقية الخلقي التي لم تعالج.
- مصطلح الخبل تاريخ طويل مرتبط بأمراض الشيخوخة (العته).في البداية، كان الفرق بين المصطلحين يعود لوقت بدء الحالة.استخدم مصطلح الخبل للإشارة للشخص المصاب في وقت مبكر من حياته، أما العته فأطلق على من أصيب بعد البلوغ. خلال تسعينات القرن التاسع عشر، كان الخبل يشير للمصابين بالإعاقة العقلية منذ الولادة. بحلول 1912، كان الخبل يجمع حالات «البله، الحماقة، وضعف العقل» في تصنيف مختلف عن العته، الذي ينشأ في وقت متأخر من حياة الفرد.
- كان مصطلح أحمق يمثل أقصى درجات الإعاقة الذهنية، حيث يكون العمر العقلي أقل من أو يساوي عامين، ويعجز فيه الشخص عن حماية نفسه من المخاطر الجسدية العامة. تم استبدال المصطلح تدريجيا بالمصطلح التخلف العقلي العميق (الذي تم استبداله أيضا بمصطلحات أخرى).
- أما أبله، فكان يعني إعاقة ذهنية أقل حدة من الحماقة وليست بالضرورة موروثة. والآن تقسم هذه الحالة إلى درجتين هما الإعاقة الذهنية الشديدة والإعاقة الذهنية المتوسطة.
- أطلقت الجمعية الأمريكية لدراسات ضعفاء العقول في عام 1910، إكمالا لجهود هنري غودارد، مصطلح غبي على البالغ الذي يتراوح عمره العقلي بين 8 و12 سنة، أما المصطلح المستخدم حاليا فهو الإعاقة الذهنية الخفيفة. هذا بالإضافة لتسميات أخرى كانت تستخدم كبديل لهذه المصطلحات، وهي تستند إلى معدلات الذكاء. عرفت هذه المجموعة في المملكة المتحدة في السنوات 1911-1959/60 بضعفاء العقول.
- كان المصطلحان المنغولية أو العته المنغولي يستخدمان طبيا لوصف شخص مصاب بمتلازمة داون، حيث آمن الطبيب جون لانغدون داون، أول من وصف المتلازمة، بأن المصابين بها يتشابهون مع العرق المنغولي في وجوههم. طلبت الجمهورية المنغولية أن يتوقف المجتمع الطبي عن استخدام هذا المصطلح للإشارة إلى الإعاقة الذهنية. قوبل طلبهم بالموافقة في ستينيات القرن العشرين، عندما أعلنت منظمة الصحة العالمية قبولها بأن المصطلح يجب أن يتوقف تداوله في المجتمع الطبي.[37]
- وفي مجال التعليم الخاص، يشير مصطلح قابل للتعلم (أو «إعاقة ذهنية قابلة للتعلم») إلى الطلاب المصابين بالإعاقة الذهنية ومعدلات ذكائهم تتراوح بين 50-75 إذ يستطيعون التقدم أكاديميا حتى نهاية المرحلة الابتدائية. أما قابل للتدريب (أو «الإعاقة الذهنية القابلة للتدريب») فيشير إلى الطلاب الذين يحملون معدلات ذكاء تحت 50 ولكنهم لا يزالون قادرين على تعلم النظافة الشخصية ومهارات الحياة الأخرى اللازمة في أماكن محمية، كمنازل المجموعات. في بعض المناطق، تم استخدام هذين المصطلحين كبديلين للإعاقة الذهنية المتوسطة والشديدة، ورغم تغير الأسماء يبقى المعنى كما هو عمليا.
- يأتي مصطلح متخلف من اللاتينية حيث تعني الكلمة الأصلية retardare «البطء، التأخر، البقاء في الخلف، أو الإعاقة». فالتخلف العقلي كان يعني التأخر العقلي أيضا. سجل المصطلح للمرة الأولى في عام 1426 على أنه «حقيقة أو حدث للإبطاء في الحركة أو الوقت». أما أول مرة سجل فيها المصطلح مرتبطا بالبطء العقلي فهي في عام 1895، حيث استخدم المصطلح متخلف عقليا لاستبدال مصطلحات غبي، أحمق وأبله، إذ لم يكن المصطلح متخلف قد أصبح ازدرائيا بعد.

مع حلول ستينات القرن العشرين، كان المصطلح قد اكتسب معنى ازدرائيا جزئيا. على وجه الخصوص، يرى الاسم تخلف على أنه شتيمة، إذ إنه وفي استطلاع قامت به بي بي سي عام 2003، صنف هذا الاسم على أنه أكثر الكلمات المرتبطة بالإعاقة إهانةً، متقدما على مصطلحات متشنج ومنغولي. لا يزال المصطلحان متخلف عقليا وتخلف عقلي شائعين، لكن حاليا تقوم الأولمبيات الخاصة ومنظمة Best Buddies وأكثر من 100 منظمة أخرى ببذل جهودها لحذف هذه المصطلحات عن طريق الإشارة إلى الكلمة تخلف ومشتقاتها على أنها «الكلمة-خ»، في محاولة لتطبيق ما تم تطبيقه مع الكلمة «زنجي» التي تم تلطيفها بالإشارة إليها على أنها «الكلمة-ز»، في المحادثات اليومية. أدت هذه الجهود لتشريع فيدرالي يعرف أحيانا ب«قانون روزا»، لاستبدال المصطلح متخلف عقليا بالمصطلح معاق ذهنيا في بعض الأنظمة الفيدرالية.
كان المصطلح التخلف العقلي مصطلحا تشخيصا يدل على مجموعة من الفئات المنفصلة في حالات السلوك العقلي كالأحمق والغبي والأبله، مشتقين من اختبارات الذكاء المبكرة، وهذا ما اكتسب دلالات مسيئة في الحوارات العامة. وقد اكتسبت الكلمة دلالات سلبية ومعيبة في العقود الماضية نتيجة لاستخدام الكلمات متخلف وتخلف كشتائم. قد يكون هذا ساهم في استبدالها بمصطلحات ملطفة كمتحدى عقليا ومعاق ذهنيا. وحيث تضم الإعاقات النمائية العديد من الاختلالات الأخرى (انظر في الأسفل)، بشكل عام، يعتبر المصطلحان إعاقة نمائية وتأخر نمائي (للأشخاص تحت سن 18)، ألطف من التخلف العقلي.

#### الولايات المتحدة
في أمريكا الشمالية، تندرج الإعاقة الذهنية تحت مصطلح أوسع هو الإعاقة النمائية، الذي يشمل أيضا الصرع، التوحد، الشلل الدماغي واضطرابات أخرى تتطور خلال فترة النمو (من الولادة حتى عمر 18). ولأن تقديم الخدمة مقيد بالتسمية ‘إعاقة نمائية‘ فإنها تستخدم من قبل العديد من الآباء، متخصصي الدعم المباشر، والأطباء. على أية حال، في الولايات المتحدة، يتم في المدارس استخدام المصطلح تخلف عقلي، وحديثا (وهو المرغوب أكثر) إعاقة ذهنية، وهو واحد من 13 عشر فئة من الإعاقة يقدم للأطفال المصابون بها خدمات التعليم الخاص حسب القانون العام 108-446.
- أصبح المصطلح إعاقة ذهنية يستخدم باطراد كمرادف للحالات التي تنخفض فيها القدرات المعرفية عن المتوسط بشكل ملحوظ. قد تستخدم هذه المصطلحات كوسيلة للفصل بين القيود الذهنية العامة والعجز المحدود الخاص، بالإضافة إلى تأكيد أنها ليست إعاقة عاطفية أو نفسية. قد تشير الإعاقة الذهنية كذلك إلى نتيجة إصابات الدماغ، التسمم بالرصاص، أو أمراض الشيخوخة كالزهايمر. وهي ليست محصورة للاختلالات الخلقية كمتلازمة داون.
- استمرت الجمعية الأمريكية للتخلف العقلي باستخدام المصطلح تخلف عقلي حتى عام 2006. وفي حزيران 2006 صوت أعضاؤها لتغيير اسم المنظمة إلى الجمعية الأمريكية للإعاقات الذهنية والنمائية، رافضين خيارات الذهنية أو النمائية. جزء من مبرر ازدواجية الاسم هو أن الأعضاء عملوا مع أشخاص مصابين باعتلالات نمائية رائجة، معظمهم لا يعانون من إعاقات ذهنية[40]

#### المملكة المتحدة
في المملكة المتحدة، أصبح المصطلح إعاقة عقلية هو المصطلح الطبي الشائع، مستبدلا تدني الذكاء في سكوتلاندا والعجز العقلي في إنجلترا وويلز، حتى غير ستيفين دوريل، وزير الصحة في المملكة المتحدة في الفترة 1995-1997 بتغيير الاسم لإعاقة التعلم. لم يفهم المصطلح الجديد على نطاق واسع بعد، إذ يفهم غالبا على أنه يشير لصعوبات الأداء المدرسي (المعنى الأمريكي)، وهي ما تعرف في المملكة المتحدة بـ«صعوبات التعلم». قد يستخدم العاملون الاجتماعيون البريطانيون «صعوبات التعلم» للإشارة إلى الأشخاص المصابين بالإعاقة الذهنية والمصابين بأمراض عسر القراءة، عسر الحساب، واضطراب التناسق النمائي على حدٍ سواء.
بين العامين 1983 و2008، في إنجلترا وويلز، عرف قانون الصحة العقلية 1983 «الضعف العقلي» و«الضعف العقلي الشديد» على أنهما «.. حالة من النمو العقلي المتوقف أو غير المكتمل، إذ تتضمن ضعف ذكاء وسلوك اجتماعي ملحوظا/شديدا وهي مرتبطة سلوك عدائي وغير مسؤول من قبل الشخص المعني». وحيث تم ذكر السلوك فلم تكن هذه إصابات دائمة: بل تم تحديدها لغايات تشريع الحجز في المستشفيات وكذلك الوصاية.
تم حذف المصطلح ضعف عقلي من القانون عام 2008، لكن مبررات الحجز بقيت كما هي. على أية حال، لا زال القانون الأساسي الإنجليزي يستخدم المصطلح ضعف عقلي في موضع آخر اقل توضيحا – على سبيل المثال: الإعفاء من الضرائب- مما يضمن أن المعنى المقصود هو الإعاقة الذهنية دون أية مشاكل سلوكية.
في اقتراع قامت به بي بي سي في المملكة المتحدة، ظهر أن كلمة متخلف هي أكثر الكلمات المرتبطة بالإعاقة إهانة. على نقيض ذلك، عندما قام متسابق في برنامج Celebrity Big Brother باستخدام التركيب «يمشي كالمتخلف» على الهواء، ورغم الاعتراضات من الحضور والجمعية الخيرية مينكاب، لم يؤيد منظم الاتصالات هذه الاعتراضات قائلا :«إنها لم تستخدم في سياق مسيء... ولم تكن جادة». لوحظ على أية حال أن اعتراضين سابقين من برامج أخرى تم قبولها

#### أستراليا
في الماضي، استخدمت أستراليا المصطلحات البريطانية والأمريكية، وهذا يشمل «التخلف العقلي» و«الإعاقة العقلية». أما اليوم، فالوصف المفضل والأكثر شيوعا في أستراليا فهو «الإعاقة الذهنية».

## المجتمع والثقافة

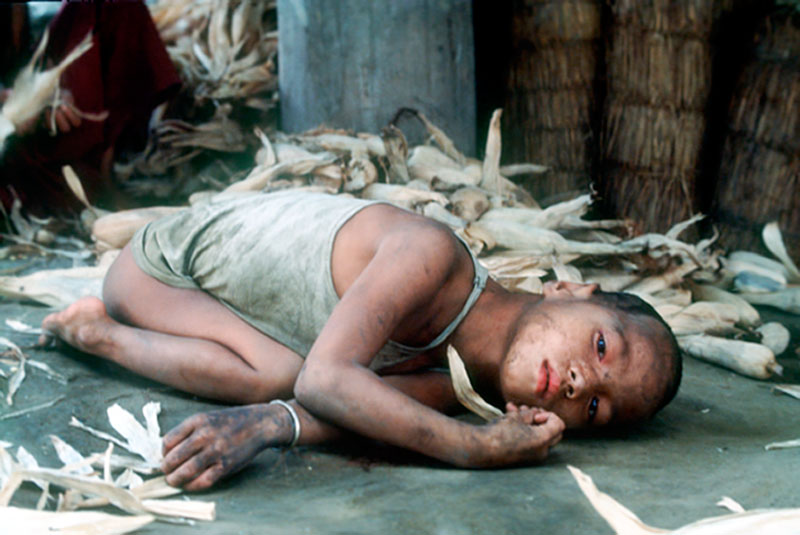
فتاة مصابة بالإعاقة الذهنية الشديدة في بوتان

حتى منتصف القرن العشرين، كان يتم استثناء المصابين بالإعاقة الذهنية من التعليم، أو تعليمهم منفصلين عن الأطفال الطبيعيين. مقارنة بالأقران الذين تم فصلهم في مدارس خاصة بهم، أظهر الطلاب الذين انخرطوا في صفوف منتظمة نفس الآثار ونفس تصورهم الاجتماعي عن أنفسهم، لكنهم أظهروا تخطيطا أكثر طموحا للوظيفة. كبالغين، قد يستطيعون العيش مستقلين، مع عائلاتهم، أو في أنواع مختلفة من المؤسسات المنظمة لمساعدة المصابين بالإعاقات. حاليا يعيش حوالي 8% منهم في المؤسسات أو مساكن المجموعات.
في الولايات المتحدة، معدل كلفة حياة الفرد المصاب بالإعاقة الذهنية يصل إلى 1,014,000$ للفرد، حسب الدولار الأمريكي عام 2003.
وهو ما يزيد قليلا عن الكلفة المرتبطة بالمصاب بالشلل الدماغي، وحوالي ضعفي تلك المرتبطة ضعف السمع أو النظر الشديد. 14% من القيمة تعود للتكاليف الطبية الباهظة (لا يشمل ما ينفقه الفرد العادي على العلاج)، و10% على مصاريف غير-طبية مباشرة، كالتكلفة العالية للتعليم الخاص مقارنة بالتعليم العادي، و76% في مصاريف غير مباشرة مرتبطة بقلة الإنتاجية وقصر الأعمار. تم استثناء بعض التكاليف كمصاريف الشخص المرافق إن كان من العائلة أو مصاريف العيش في مساكن المجموعات.
في عام 2003، بلغت متوسط النفقات المعيشية للشخص المصاب بإعاقة ذهنية في الولايات المتحدة 223,000 دولار أمريكي للشخص، وذلك لضمان تغطية النفقات المعيشية المباشرة مثل: المصاريف الطبية والتعليمية. كما قُدرت التكاليف غير المباشرة بمبلغ 771,000 دولار، بسبب قصر عمر العقل وانخفاض الإنتاجية الاقتصادية عن المتوسط.
إجمالي النفقات المباشرة وغير المباشرة للشخص المصاب بإعاقة ذهنية- والتي تزيد قليلاً عن مليون دولار- هي أكثر بقليل من النفقات الاقتصادية للمصاب بالشلل الدماغي، وتعتبر تلك النفقات ضعف النفقات الاقتصادية المتعلقة بمصاب ضعف شديد في البصر أو في السمع. ومن بين تلك التكاليف التي يتكبدها الشخص المصاب بإعاقة ذهنية، فيرجع حوالي 14% إلى زيادة النفقات الطبية (لا يشمل ذلك ما يتكبده عادة الشخص العادي)، و 10% بسبب النفقات غير الطبية المباشرة، مثل التكلفة الزائدة للتعليم الخاص مقارنة بالتعليم المدرسي العادي. أكبر مبلغ، 76٪، هو التكاليف غير المباشرة التي تمثل انخفاض الإنتاجية وقصر عمر العقل الافتراضي. تم استبعاد من هذه الحسبة بعض النفقات- مثل التكاليف المستمرة لمقدمي الرعاية المنزلية للشخص المصاب بإعاقة ذهنية أو التكاليف الإضافية المرتبطة بالعيش في منزل مكون من مجموعة.

## الفوارق الصحية
الأشخاص المصابون بالإعاقات الذهنية أكثر عرضة لتدهور صحتهم والإصابة بأمراض كالصرع، الاعتلالات العصبية، الاعتلالات الهضمية، والمشاكل السلوكية والنفسية مقارنة بالأشخاص غير المصابين. كذلك، ينتشر بين البالغين المعاقين ذهنيا الاكتئاب، السكري، ضعف الحالة الصحية مقارنة بالبالغين غير المصابين.

## العلاج
لايمكن شفاء المتخلفين عقليًا، ولكن من الممكن في أغلب الحالات عمل الكثير لمساعدتهم على النمو الاجتماعي والعقلي. وتشمل طرق العلاج في بلاد عديدة أنواعًا من التعليم والتدريب الملائمين للمعاق. ولكل طفل معاق الحق الشرعي في التعلّم عندما يصل لسن المدرسة مهما كان تخلّفه العقلي. ويبدأ تدريب المعاقين منذ الطفولة في بعض الحالات. وقد يستمر حتى يصل الطفل إلى مرحلة النضج.
يوجَّه تعلم المتخلّف كلما كبُر على المهارات التي سيحتاجها عند النضج. ويصبح العديد من خفيفي التخلّف عاملين جيّدين ومواطنين صالحين. يمكن لخفيفي ومتوسطي وشديدي التخلّف الذين لم يلتحقوا بعمل، العمل في ورش مأمونة تعنى بتوظيف المعاقين. ويعيش مثل هؤلاء الرجال والنساء مع عائلاتهم أو في منازل المعاقين التي يوجد بها عاملون مؤهلون. أما عميقو التخلّف فيحتاجون رعاية تامة ومن الأفضل أن يعيشوا بشكل دائم في دور المعاقين ولا يطلب منهم القيام بأي عمل.